# 比例原則
比例原則（英語：proportionality）又名“對稱性”，指法律中出於保障基本人權的目的，而要求政府必須注重手段正當性的一個原則。很多時候，为了达到合法的目标，而需要采用一定的方式，這些手段有時無可避免會侵犯基本人權，因此就有比例原則，以在人權和手段之間做出權衡，比例原則是為了確保基本人權不受政府各種手段過度干預而生的。換句話說，相称性原则要求目标和达成目标的方式之间的对价（consideration）需要平衡，以最小化政府政策對人權的干預，因此一切因為比例原則而廢止或修改的政策，人權都可算是其背後的原因。

## 判例

### R v Secretary of State for Home Department Ex P Daly [2001] (英國)
Daly案中 ，一名長期關押的重刑犯，針對監獄檢查其通信的行為，提出基於歐洲人權公約第八條的司法覆議，英國法官使用比例原則判斷剝奪服刑的囚犯的歐洲人權公約第八條權力，和監獄的安全要求的對價是否平衡來是判决。

### Wood v Commissioner of Police of the Metropolis [2009]（英国）
在wood案中,一名反对军货交易的活动者在一军火公司年会外被警察拍照，年会结束后，该活动者的照片被警察保留，该活动者提出基于欧洲人权公约第八条的司法复议。法官使用比例原则，通过判断警察保留照片的行为，和预防犯罪目的之间的对价是否平衡来判定。

### 香港禁蒙面法判決中的相關運用（2019-2020）
2019年11月18日，香港高等法院原訟法庭就24名立法會現任議員及1名前任議員對《禁蒙面法》提出的司法复核頒下判詞，法庭裁定《緊急情況規例條例》在「危害公安」的情況下使用屬於違反《基本法》，而行政長官透過《緊急情況規例條例》自行就《禁蒙面法》進行立法，其對基本權利的限制超乎合理需要，不符合相稱性驗證標準，因此裁定《禁蒙面法》違憲，律政司亦因此暫停按有關法例執法。
隨後上訴法庭推翻原訟法庭裁定《緊急條例》違憲的決定，並裁定《禁蒙面規例》是根據《緊急條例》合法制定的。上訴法庭亦就《禁蒙面規例》的相稱性與原訟法庭於某些問題上持有不同看法。上訴法庭裁定禁止任何身處未經批准集結的人士使用蒙面物品是相稱的，但在公眾集會及公眾遊行禁止使用蒙面物品則不然。
該案于2020年12月21日經終審法院頒最終判辭，5名法官維持上訴庭裁定《緊急條例》不違憲的決定，亦一致裁定和平集會禁蒙面的限制合乎比例：
“關於在未經批准集結、公眾集會及公眾遊行下進一步禁止使用蒙面物品的限制，本院裁定以上每一種情況下的限制都是相稱的。有關限制是爲了達致避免及遏止和平的公眾集結演變成暴力之正當目的。預防措施不僅局限於應對《公安條例》(香港法例第245章)下已構成罪行的各種情況。該等限制是相稱的，沒有超乎合理所需。在尋求爲社會帶來裨益和此等限制損害了個人權利兩者之間，《禁蒙面規例》已取得公正的平衡。”

## 核心內容
傳統的比例原則有三大派生子原則：
- 適當性原則：國家所採取的措施，必須有助於達成目的，又稱「合目的性原則」。
- 必要性原則：如果有多種措施均可達成目的，國家應採取對人民侵害最小者，又稱「侵害最小原則」或「最小侵害原則」。

必要性原則另外隱含一項子原則：同樣效果性，如只要求侵害最小卻未考慮需要產生同樣效果，將會導致處分成效不彰，而顯失公允。
- 狹義比例原則：國家所採取的手段，所造成人民基本權利的侵害，和國家所欲達成之目的間，應該有相當的平衡（兩者不能顯失均衡），亦即不能為了達成很小的目的，而使人民蒙受過大的損失。即「合法的手段」和「合法的目的」之間，存在的損害比例必須相當，又稱「衡量性原則」或「衡平性原則」。

但亦有德國學者根據適當性原則，在法學實務上適用性的缺乏，減化為兩個原則的比例原則，並且為了避免混淆，而將狹義比例原則改名為過度禁止原則；不過實際上適當性原則並未消失他的實質，而是成為了必要性原則在適用時的先決條件（意即，若非有助於目的之措施，則無須照必要性原則來衡量，直接可以判斷該法已違背比例原則）。
近年來受到美國三重審查基準的影響，有些學者對比例原則的詮釋也做出調整：
- 在三大派生子原則外，增加「目的正當性原則」，意即國家所欲達到的目的須正當。
- 創造不同的審查密度[12][13]，針對不同的案件採取不同的審查密度：

1. 強烈內容審查標準（德語：Intensive Inhaltskontrolle）：措施必須要非常合目的、侵害必須非常小，方屬合憲。（近似strict scrutiny）
2. 可支持性審查標準（德語：Vertretbarkeitskontrolle）：措施與目的間之關聯須合理、侵害須合理，方屬合憲。（近似intermediate scrutiny）
3. 明顯性審查標準（德語：Evidenzkontrolle）：措施不可明顯與目的無關聯、侵害不可明顯非最小，方屬合憲。（近似rational basis review）

由此可知，比例原則的審查密度事實上並非獨立於比例原則而存在的檢驗模型，而是揭示針對不同案件，違憲審查者將採取不同密度的審查標準而已。針對較輕微的基本權侵害採取較寬鬆的審查密度，針對較重大的基本權侵害則採取較嚴格的審查密度。

## 各國比例原則

### 中華民國
目前大法官在違憲審查程序中進行比例原則的操作時，都會引用中華民國憲法第二十三條的條文：「以上各條（按：指第七條至第二十二條包括言論自由、秘密通訊自由、訴訟權、工作權等在內的權利）列舉之自由權利，除為防止妨礙他人自由、避免緊急危難、維持社會秩序或增進公共利益所必要者外，不得以法律限制之。」作為比例原則在憲法中的法理依據。然而，從民國35年制定時起，中華民國憲法的本文至今未曾修改過，尤其是第二章（即第七至第二十三條）的權利義務部分，更在憲法增修條文中也未有著墨，而在國民政府制憲國民大會制訂並通過憲法本文的當時，比例原則尚未被發展出來，因此中華民國憲法中並沒有關於比例原則的相關規定（相同的情況在法律保留原則中也發生）。不過，比例原則仍為法治國家中重要的原則之一，為了在不修改憲法本文的前提下把源自海外的比例原則引入臺灣，司法院大法官便利用文義解釋的法學方法，將中華民國憲法第二十三條中「所必要者外」五個字解釋為比例原則、「以法律限制」五個字解釋為法律保留原則，而作為上述兩個重要原則在憲法本文上的法理依據。
參照：
- 司法院大法官會議解釋釋字第436號解釋
- 司法院大法官會議解釋釋字第471號解釋 （页面存档备份，存于）
- 司法院大法官會議解釋釋字第476號解釋
- 司法院大法官會議解釋釋字第487號解釋 （页面存档备份，存于）
- 司法院大法官會議解釋釋字第507號解釋 （页面存档备份，存于）
- 司法院大法官會議解釋釋字第510號解釋 （页面存档备份，存于）
- 司法院大法官會議解釋釋字第514號解釋 （页面存档备份，存于）
- 司法院大法官會議解釋釋字第523號解釋 （页面存档备份，存于）
- 司法院大法官會議解釋釋字第669號解釋 （页面存档备份，存于）
- 司法院大法官會議解釋釋字第280號解釋 （页面存档备份，存于）
- 司法院大法官會議解釋釋字第464號解釋 （页面存档备份，存于）

## 文內注釋
1. ↑  蔡震榮. . 警政學報. 1990年6月, (17): 41-72.
2. ↑  R v Secretary of State for Home Department Ex P Daly [2001] 2 ac 532
3. ↑  Wood v Commissioner of Police of the Metropolis [2009] EWCA CIV 414
4. ↑  《KWOK WING HANG AND OTHERS v. CHIEF EXECUTIVE IN COUNCIL AND ANOTHER （页面存档备份，存于）》（香港高等法院判案書，第HCAL2945/2019號，2019年11月18日）
5. ↑  . 香港電台. 2019-11-18  [2019-11-18]. （原始内容存档于2019-11-18）.
6. ↑  KWOK WING HANG AND OTHERS v. CHIEF EXECUTIVE IN COUNCIL AND ANOTHER  [2019] HKCFI 2820 accessed https://legalref.judiciary.hk/lrs/common/ju/ju_frame.jsp?DIS=125453&currpage=T （页面存档备份，存于）
7. ↑  《憲法及行政訴訟2019年第2945號及2949號新聞摘要中譯本 （页面存档备份，存于）》 (香港特別行政區司法機構，2019年11月18日)
8. ↑  . 香港01. 2019-11-18  [2019-11-18]. （原始内容存档于2019-11-18）.
9. ↑  . 頭條日報. 2019-11-18  [2019-11-18].
10. ↑  . 香港01. 2019-11-18  [2019-11-18]. （原始内容存档于2020-02-29）.
11. 1 2  .   [2020-12-22]. 原始内容存档于2020-12-22.
12. ↑  大法官 林錫堯.  (PDF).   [2013-07-05]. （原始内容存档 (PDF)于2017-10-28）.
13. ↑  許宗力.  (PDF).   [2013-07-05]. （原始内容存档 (PDF)于2021-08-27）.

## 外部連結
- Engle, Eric Allen, , Dartmouth Law Journal, 2012, 10 (1): 1–11  [2022-01-04], SSRN 1431179 , （原始内容存档于2021-04-01）
- Hampson, Françoise, , Crimes of War Education Project, 2011  [June 2013], （原始内容存档于2013-06-07） 外部链接存在于|publisher= (帮助)
- 比例原則 （页面存档备份，存于） - 裁判書用語辭典資料庫查詢系統－名詞解釋